# Vòng đấu loại trực tiếp UEFA Champions League 2000–01
Vòng đấu loại trực tiếp của UEFA Champions League 2000–01 góp mặt tám đội bóng   kết thúc ở hai vị trí dẫn đầu của mỗi bảng trong số bốn bảng ở vòng bảng thứ hai và kéo dài từ ngày 3 tháng 4 đến ngày 23 tháng 5 năm 2001. Vòng đấu loại trực tiếp áp dụng thể thức loại trực tiếp đơn giản với các cặp đấu ở mỗi vòng (trừ trận chung kết) được diễn ra trong hai lượt, đội nào ghi nhiều bàn thâng hơn qua hai lượt trận đi tiếp vào vòng sau. Trong trường hợp cả hai đội ghi số bàn thắng bằng nhau qua hai lượt trận, đội thắng được xác định bằng việc đội nào ghi nhiều bàn thắng hơn ở lượt trận sân khách của họ. Nếu hai đội vẫn không thể phân định thắng thua, quãng thời gian hiệp phụ kéo dài 30 phút (chia làm hai hiệp 15 phút) được diễn ra. Nếu tỷ số vẫn hòa sau hiệp phụ, đội thâng được định đoạt bằng loạt sút luân lưu. Trận chung kết được diễn ra theo thể thức đấu một trận duy nhất tại một địa điểm trung lập mà vào năm 2001 là sân vận động San Siro ở Milan, Ý.
Trận chung kết là trận đấu giữa đội vô địch ba lần Bayern Munich của Đức đối đầu với câu lạc bộ Valencia của Tây Ban Nha, đội bóng có lần thứ hai liên tiếp xuất hiện ở trận chung kết, Bayern thắng 5–4 trên chấm luân lưu sau khi hai đội không thể phân định thắng thua sau 90 phút và hiệp phụ. Bayern lọt đến trận chung kết bằng việc đánh bại hai đội vô địch gần nhất của giải đấu – Manchester United (đội đã đánh bại Bayern trong trận chung kết năm 1999) và Real Madrid, đội đánh bại Valencia vào năm 2000. Trong khi đó, Valencia phải thi đấu với hai đội bóng Anh trên đường đến trận chung kết, đầu tiên là đánh bại Arsenal rồi Leeds United. Các đội còn lại tham dự vào vòng đấu loại trực tiếp là Galatasaray của Thổ Nhĩ Kỳ và Deportivo La Coruña của Tây Ban Nha.

## Nhánh đấu
|  | Tứ kết              | Tứ kết        | Tứ kết   | Tứ kết |   |              | Bán kết | Bán kết | Bán kết | Bán kết |  |  | Chung kết         | Chung kết |
|  |                     |               |          |        |   |              |         |         |         |         |  |  |                   |           |
|  | Galatasaray         | 3             | 0        | 3      |   |              |         |         |         |         |  |  |                   |           |
|  | Real Madrid         | 2             | 3        | 5      |   |              |         |         |         |         |  |  |                   |           |
|  | Real Madrid         | 2             | 3        | 5      |   | Real Madrid  | 0       | 1       | 1       |         |  |  |                   |           |
|  |                     |               |          |        |   | Real Madrid  | 0       | 1       | 1       |         |  |  |                   |           |
|  |                     | Bayern Munich | 1        | 2      | 3 |              |         |         |         |         |  |  |                   |           |
|  | Manchester United   | Bayern Munich | 1        | 2      | 3 | 0            | 1       | 1       |         |         |  |  |                   |           |
|  | Manchester United   |               |          |        |   | 0            | 1       | 1       |         |         |  |  |                   |           |
|  | Bayern Munich       | 1             | 2        | 3      |   |              |         |         |         |         |  |  |                   |           |
|  |                     |               |          |        |   |              |         |         |         |         |  |  | Bayern Munich (p) | 1 (5)     |
|  |                     |               | Valencia | 1 (4)  |   |              |         |         |         |         |  |  |                   |           |
|  | Leeds United        | 3             | 0        | 3      |   |              |         |         |         |         |  |  |                   |           |
|  | Deportivo La Coruña | 0             | 2        | 2      |   |              |         |         |         |         |  |  |                   |           |
|  | Deportivo La Coruña | 0             | 2        | 2      |   | Leeds United | 0       | 0       | 0       |         |  |  |                   |           |
|  |                     |               |          |        |   | Leeds United | 0       | 0       | 0       |         |  |  |                   |           |
|  |                     | Valencia      | 0        | 3      | 3 |              |         |         |         |         |  |  |                   |           |
|  | Arsenal             | Valencia      | 0        | 3      | 3 | 2            | 0       | 2       |         |         |  |  |                   |           |
|  | Arsenal             |               |          |        |   | 2            | 0       | 2       |         |         |  |  |                   |           |
|  | Valencia (a)        | 1             | 1        | 2      |   |              |         |         |         |         |  |  |                   |           |

## Tứ kết
| Đội 1             | TTS     | Đội 2               | Lượt đi | Lượt về |
| ----------------- | ------- | ------------------- | ------- | ------- |
| Leeds United      | 3–2     | Deportivo La Coruña | 3–0     | 0–2     |
| Arsenal           | 2–2 (a) | Valencia            | 2–1     | 0–1     |
| Galatasaray       | 3–5     | Real Madrid         | 3–2     | 0–3     |
| Manchester United | 1–3     | Bayern Munich       | 0–1     | 1–2     |

### Lượt đi
Tất cả thời gian là Giờ chuẩn Trung Âu (UTC+1)
| Galatasaray                                   | 3–2    | Real Madrid                 |
| --------------------------------------------- | ------ | --------------------------- |
| Ümit 47' (ph.đ.) · Hasan Şaş 66' · Jardel 75' | Report | Helguera 33' · Makélélé 43' |

Trận đấu bị gián đoạn ba phút sau bàn thắng thứ ba của Galatasaray do sự cố đèn pha ở sân vận động.
| Manchester United | 0–1    | Bayern Munich    |
| ----------------- | ------ | ---------------- |
|                   | Report | Paulo Sérgio 86' |

| Leeds United                          | 3–0    | Deportivo La Coruña |
| ------------------------------------- | ------ | ------------------- |
| Harte 26' · Smith 51' · Ferdinand 66' | Report |                     |

| Arsenal                 | 2–1    | Valencia  |
| ----------------------- | ------ | --------- |
| Henry 58' · Parlour 60' | Report | Ayala 41' |

### Lượt về
Tất cả thời gian là Giờ chuẩn Trung Âu (UTC+1)
| Deportivo La Coruña                | 2–0    | Leeds United |
| ---------------------------------- | ------ | ------------ |
| Djalminha 9' (ph.đ.) · Tristán 73' | Report |              |

Leeds United thắng với tổng tỷ số 3–2.
| Valencia  | 1–0    | Arsenal |
| --------- | ------ | ------- |
| Carew 75' | Report |         |

Tổng tỷ số 2–2. Valencia thắng nhờ bàn thắng sân khách.
| Real Madrid                  | 3–0    | Galatasaray |
| ---------------------------- | ------ | ----------- |
| Raúl 15', 37' · Helguera 28' | Report |             |

Real Madrid thắng với tổng tỷ số 5–3.
| Bayern Munich         | 2–1    | Manchester United |
| --------------------- | ------ | ----------------- |
| Élber 5' · Scholl 40' | Report | Giggs 49'         |

Bayern Munich thắng với tổng tỷ số 3–1.

## Bán kết
| Đội 1        | TTS | Đội 2         | Lượt đi | Lượt về |
| ------------ | --- | ------------- | ------- | ------- |
| Leeds United | 0–3 | Valencia      | 0–0     | 0–3     |
| Real Madrid  | 1–3 | Bayern Munich | 0–1     | 1–2     |

### Lượt đi
Tất cả thời gian là Giờ chuẩn Trung Âu (UTC+1)
| Real Madrid | 0–1    | Bayern Munich |
| ----------- | ------ | ------------- |
|             | Report | Élber 55'     |

| Leeds United | 0–0    | Valencia |
| ------------ | ------ | -------- |
|              | Report |          |

### Lượt về
Tất cả thời gian là Giờ chuẩn Trung Âu (UTC+1)
| Valencia                             | 3–0    | Leeds United |
| ------------------------------------ | ------ | ------------ |
| Juan Sánchez 16', 47' · Mendieta 52' | Report |              |

Valencia thắng với tổng tỷ số 3–0.
| Bayern Munich           | 2–1    | Real Madrid |
| ----------------------- | ------ | ----------- |
| Élber 8' · Jeremies 34' | Report | Figo 18'    |

Bayern Munich thắng với tổng tỷ số 3–1.

## Chung kết
| Bayern Munich                                                                    | 1–1    | Valencia                                                                   |
| -------------------------------------------------------------------------------- | ------ | -------------------------------------------------------------------------- |
| Effenberg 50' (ph.đ.)                                                            | Report | Mendieta 3' (ph.đ.)                                                        |
| Loạt sút luân lưu                                                                |        |                                                                            |
| Paulo Sérgio · Salihamidžić · Zickler · Andersson · Effenberg · Lizarazu · Linke | 5–4    | Mendieta · Carew · Zahovič · Carboni · Baraja · Kily González · Pellegrino |